# Worterkennungssystem
Ein Worterkennungssystem dient zur Identifikation von Wörtern durch Erkennung der Wortgrenzen mittels Zugriff auf das mentale Lexikon (Wortschatz) und die Semantik (Bedeutung).
Es wird heute in Form Software vorrangig auf Mobiltelefonen zur Beschleunigung der Eingabe per Tastatur oder Touchscreen eingesetzt, am bekanntesten sind T9 und Swype. In gängigen Schreibprogrammen und Browsern ist es die Grundlage zur Erkennung von Rechtschreibe- und Grammatikfehlern.
Die Worterkennung ist abzugrenzen von der Spracherkennung, welche die gesprochene Sprache der automatischen Datenerfassung zugänglich macht, wobei es auch innerhalb der Spracherkennung Worterkennungs-Algorithmen geben kann – dies ist in modernen Systemen nur noch selten der Fall.